# Jean Mbarga
Jean Mbarga (* 18. Mai 1956 in Ebomedzo, Kamerun) ist ein kamerunischer Geistlicher und römisch-katholischer Erzbischof von Yaoundé.

## Leben
Jean Mbarga studierte zunächst am Priesterseminar in Nkolbison und später in Straßburg (Frankreich) und in Italien an der Accademia Alfonsiana, wo er ein Doktorat in Moraltheologie erwarb und sich auf Bioethik spezialisierte.
Am 5. Dezember 1981 wurde er zum Priester des Erzbistums Yaoundé geweiht. Danach hatte er folgende Ämter inne: Pfarrvikar (1982–1983); Kaplan des Laienapostolats (1984–1985). Nach dem Studium in Rom (1985–1992) war er Regens des Priesterseminars in Nkolbison (1992–2002), Ökonom der Diözese (2002–2003), Generalvikar des Erzbistums Yaoundé (2004) und Konsultor der Päpstlichen Räte für Kultur (seit 1998) und für die Laien (seit 2001).
Papst Johannes Paul II. ernannte ihn 2004 zum Bischof von Ebolowa-Kribi. Die Bischofsweihe spendete ihm der Apostolische Nuntius in Kamerun, Erzbischof Eliseo Antonio Ariotti, am 5. Dezember desselben Jahres. Mitkonsekratoren waren der Erzbischof von Yaoundé, Simon-Victor Tonyé Bakot, und der Bischof von Sangmélima, Raphaël Marie Ze. Nach der Teilung der Diözese und der Errichtung des Bistums Kribi am 19. Juni 2008 blieb er Bischof von Ebolowa.
Am 29. Juli 2013 berief ihn Papst Franziskus zudem zum Apostolischen Administrator und am 31. Oktober 2014 zum Erzbischof von Yaoundé.